# Thịt bò

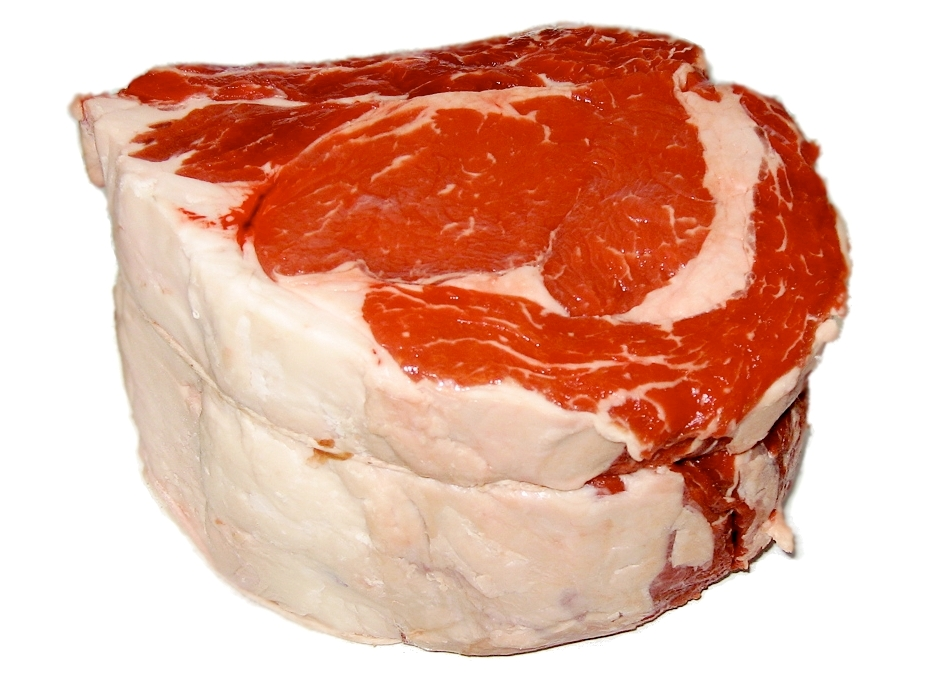
Thịt sườn bò

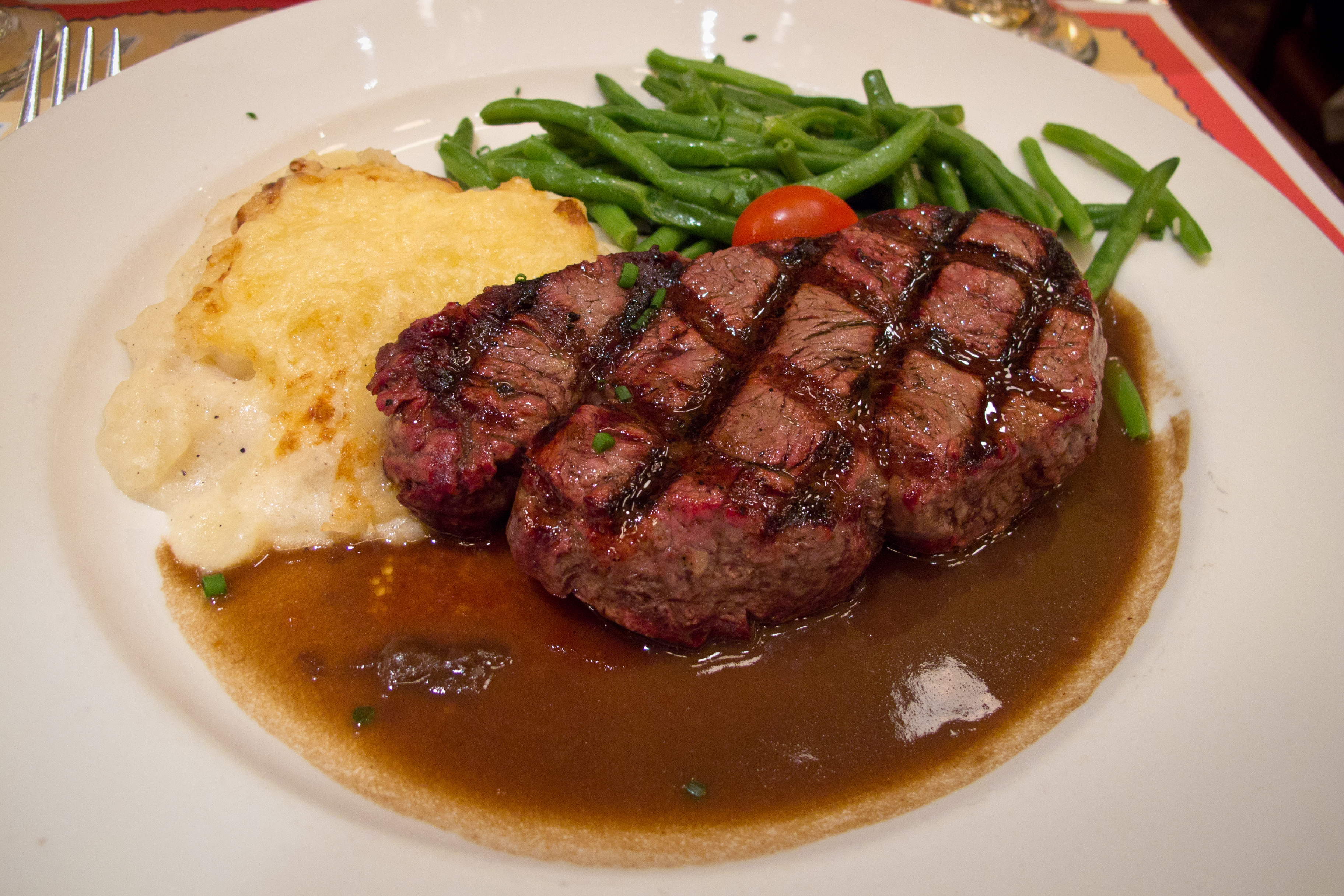
Món thịt bò phi lê

Thịt bò là thịt của con bò (thông dụng là loại bò thịt). Đây là thực phẩm gia súc phổ biến trên thế giới, cùng với thịt lợn, được chế biến và sử dụng theo nhiều cách, trong nhiều nền văn hoá và tôn giáo khác nhau, cùng với thịt lợn và thịt gà, thịt bò là một trong những loại thịt được con người sử dụng nhiều nhất.

## Lịch sử
Con người đã ăn thịt bò từ thời tiền sử; một số tranh hang động sớm nhất được biết đến, chẳng hạn như tranh hang động Lascaux, vẽ bò rừng trong những cảnh săn bắn. Người ta đã thuần hóa gia súc để có nguồn cung cấp thịt bò, sữa và da. Gia súc đã được thuần hóa ít nhất hai lần trong lịch sử tiến hóa. Lần thuần hóa đầu tiên xảy ra vào khoảng 10.500 năm trước với sự tiến hóa của Bos taurus. Lần thuần hóa thứ hai gần đây hơn, khoảng 7.000 năm trước, với sự tiến hóa của Bos indicus ở Thung lũng Indus. Có khả năng đã có lần thuần hóa thứ ba cách đây 8.500 năm, với loài tiềm năng là Bos africanus phát sinh ở châu Phi. Hầu hết gia súc có nguồn gốc từ Cựu Thế giới, ngoại trừ bò lai bò rừng là có nguồn gốc từ châu Mỹ. Các ví dụ bao gồm Wagyū từ Nhật Bản, Ankole-Watusi từ Ai Cập và loài bò u từ tiểu lục địa Ấn Độ.
Tại Hoa Kỳ, sự tăng trưởng của ngành chăn nuôi bò lấy thịt phần lớn là từ việc mở rộng lãnh thổ ở vùng Tây Nam. Sau khi lấy được vùng đồng cỏ từ Chiến tranh Hoa Kỳ - Mexico năm 1848, và sau đó là việc trục xuất thổ dân da đỏ khỏi vùng này và miền Trung Tây, ngành chăn nuôi của Hoa Kỳ bắt đầu, chủ yếu bằng việc thuần hóa gia súc hoang dã sừng dài. Chicago và thành phố New York là những nơi đầu tiên được hưởng lợi từ những diễn biến này ở các khu giết mổ và chợ thịt của chúng.

## Lợi ích
Thịt bò là một trong những thực phẩm có giá trị dinh dưỡng cao và có chứa nhiều amino acid cần thiết, các chất béo, chất khoáng, vitamin:
- Protein trong thịt bò chính là một trong những nguồn dưỡng chất giúp cơ thể khỏe mạnh, bảo đảm cho xương chắc khỏe và phát triển các hormon có lợi cho cơ thể, giúp chuyển hóa và tổng hợp thức ăn, góp phần phục hồi cơ thể sau khi những hoạt động cường độ cao. Thịt bò, nhất là bắp bò rất giàu axit amonia, cao hơn cả so với bất kì loại thực phẩm nào khác, có tác dụng làm tăng cơ bắp, đặc biệt là tăng cường sức khỏe cơ thể.
- Thịt bò có khoáng chất carnitine và nồng độ sarcosine (một chất có liên quan đến ung thư) rất thấp. Khoáng chất carnitin có trong các loại thịt màu đỏ như thịt bò rất cần thiết cho sự cân bằng của các hoạt động của tai. Carnitine được sử dụng chủ yếu để hỗ trợ quá trình chuyển hóa chất béo, chuỗi amino acid để giữ cho cơ thể được cân đối, các amino acid rất tốt trong việc tạo các cơ bắp.
- Hàm lượng acid béo trong thịt bò thấp nhưng lại giàu axit linoleic tổng hợp, có hiệu quả chống lại các chất chống oxy hóa có khả năng phát tác khi tập các môn thể thao như cử tạ gây tổn thương mô. Chất béo có trong thịt bò rất giàu linoleic và palmiotelic, hai loại axit đặc biệt giúp con người chống lại căn bệnh ung thư, các loại vi rút và mầm bệnh.
- Thịt bò cũng rất giàu sắt, kali, magiê và kẽm: Sắt là khoáng chất cần thiết cho máu, bổ sung lượng máu cho cơ thể và phòng tránh cơ thể bị thiếu máu. Mức độ kali thấp ức chế tổng hợp protein cũng như sản xuất hormone tăng trưởng, sẽ ảnh hưởng đến sự phát triển của cơ bắp. Magnesi và kẽm góp phần tổng hợp protein và chất chống oxy hóa để thúc đẩy tăng trưởng cơ bắp. Muối của axit glutamic và vitamin B6 và kẽm tương tác với nhau tăng cường hệ thống miễn dịch và quan trọng hơn có thể làm tăng hiệu quả của sự trao đổi chất insulin.
- Thịt bò rất giàu vitamin B6: Thịt bò có chứa đủ vitamin B6 có thể giúp bạn xây dựng khả năng miễn dịch.
- Thịt bò chứa nhiều vitamin B12, cần thiết cho các tế bào, nhất là các tế bào máu đỏ mang oxy đến các mô cơ. Vitamin B12 cũng thúc đẩy nhánh chuỗi amino acid chuyển hóa, do đó cung cấp năng lượng cần thiết cho cơ thể trong những hoạt động cường độ cao.

## Khúc thịt

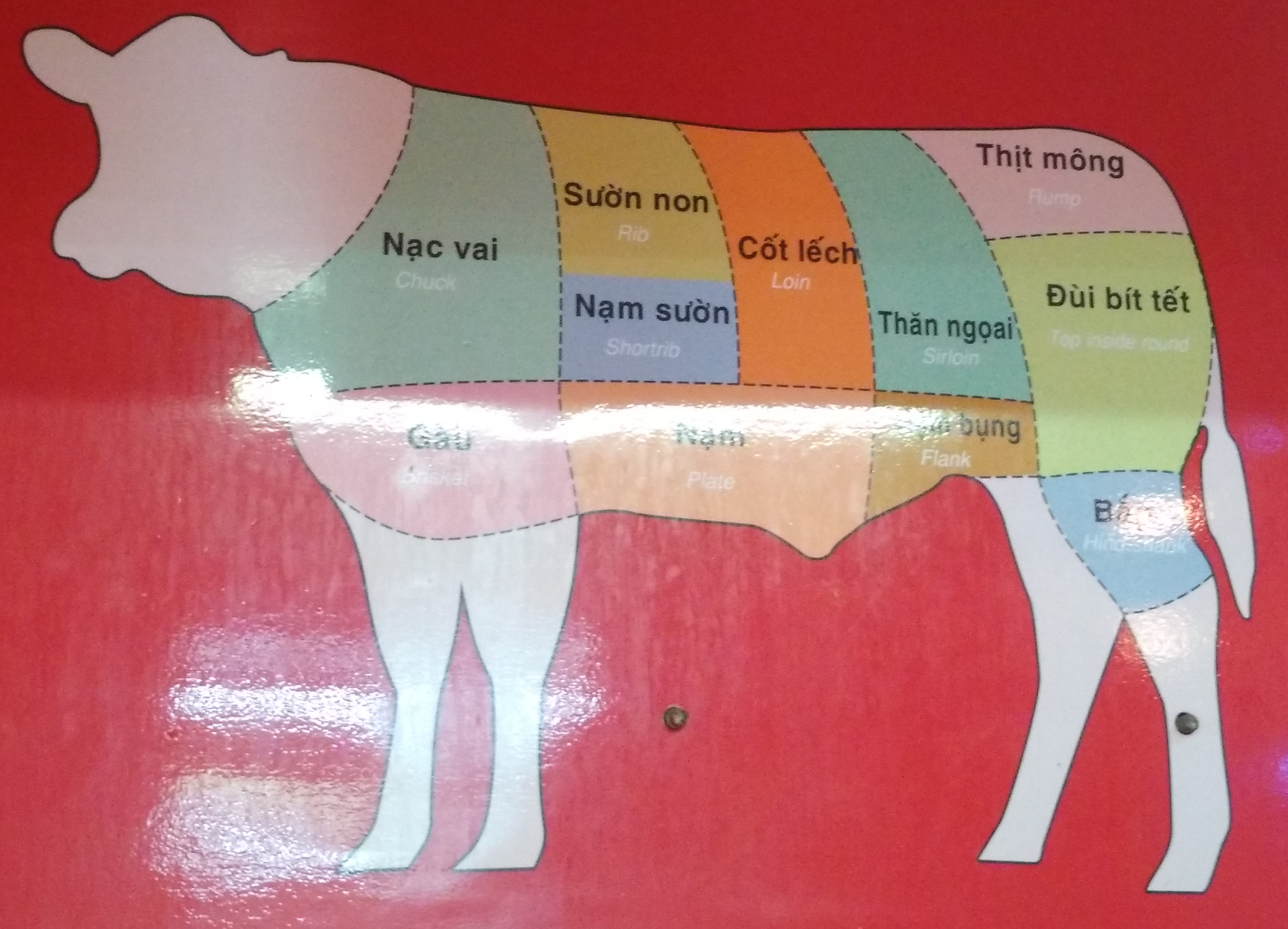
Sơ đồ vị trí những khúc thịt bò theo cách xẻ thịt của Việt Nam

Sơ đồ vị trí những khúc thịt bò theo cách xẻ thịt của Mỹ

Bò làm thịt xong thì được xẻ ra thành từng khúc có tên gọi riêng tương ứng với một phần trên cơ thể con bò. Ví dụ như: nạc vai, sườn non, bắp chân, đùi bít tết, thịt mông, thăn ngoại, nạm, cốt lết,
nạm sườn, gầu, thăn bụng

## Các món
Đối với người Việt có lẽ món ăn phổ biến nhất dùng thịt bò là món phở và bún bò. Ở Miền Nam nổi tiếng có bò bảy món. Tuy nhiên ẩm thực Việt Nam dùng thịt heo nhiều hơn vì trước kia bò là loài gia súc nuôi với mục đích kéo cày, kéo xe, lấy sữa chứ không lấy thịt. Thịt bò con được gọi là thịt bê. Ẩm thực Việt Nam có món bê thui.